# Farnocchia
Farnocchia è una frazione del comune di Stazzema in provincia di Lucca.

## Geografia fisica
Si trova nell'alta Versilia ad un'altitudine di 652 m s.l.m., da cui è ben visibile la maggior parte dei monti delle Apuane, come il Monte Pania, Monte Matanna, Monte Corchia, Monte Altissimo e Monte Forato.

## Storia
Il toponimo è ritenuto derivare da far ("bosco") e nucola ("nocciola").
La prima attestazione scritta della presenza di un abitato risale ad un documento dell'archivio vescovile di Lucca del 789.
L'abitato fu distrutto in diverse occasioni: nel 1202 in occasione della guerra tra i lucchesi e i Cattani di Versilia, nella seconda metà del XV secolo nella guerra tra Lucca e Pietrasanta e durante la seconda guerra mondiale, quando fu messo a fuoco dai tedeschi l'8 agosto del 1944.
Fino al 1776 fu un comune autonomo, amministrato da tre governatori rinnovati ogni anno e comprendente le frazioni di Sant'Anna, La Culla e Gallena.
Le attività tradizionali erano in passato il commercio e la produzione del carbone, la raccolta delle castagne e la coltivazione della canapa.

## Luoghi di interesse
- La pieve di san Michele, con la sua abside in stile romanico e con i nuovi portoni d'ingresso, restaurati.
- Il campanile della pieve, che è collocato davanti alla facciata dell'edificio sacro, contenente 5 campane, tre grandi e due piccole, la più piccola delle quali è tuttora manuale.[3]

## Popolazione censimento 2011
Al censimento del 2011 risultavano 114 residenti, 12 dei quali stranieri.
Dalla tabella "suddivisione per fasce di età della popolazione" i bambini residenti in paese sotto i 10 anni erano 7; i ragazzi tra 10 e 19 anni erano 8 e i ventenni 14. 
Gli anziani sopra i 70 anni erano 24. 
Le abitazioni censite in paese sono 171 di cui solo 51 abitate tutto l'anno,come qui riportato. Nel censimento del 2016 gli abitanti risultavano essere 93.

## Cultura
La banda musicale, la Filarmonica di Santa Cecilia, fu fondata nel 1850 e risulta essere la più antica dell'intera Versilia.. Sfila, tradizionalmente, ogni 31 dicembre.